# Unihan數據庫
Unihan數據庫是統一碼聯盟在中日韓統一表意文字中維護的數據庫文件。

## 內容
數據庫中包括統一碼標準中全部經過編碼的統一漢字，具體有：
- 統一碼與各國家、地區標準及各工業標準的映射。
- 依據重要字典（如康熙字典）的排序索引。
- 經過編碼的異體字。
- 漢字在各種語言中的發音。
- 英文釋義。

## 實現
數據庫的發布方式有：
- 統一碼聯盟維護的網站版本[1]。
- 可供下載的txt文本文件（页面存档备份，存于）。
- 基於上述文件開發的第三方版本。
  - libUnihan項目開發了一套可供調用的c函式庫，和一個SQLite格式的Unihan數據庫。[2]前者以LGPL協議發布，後者以MIT協議發布。